# Stožerni narednik
Stožerni narednik je viši dočasnički vojni čin u Hrvatskoj vojsci, osmi po vojničko-dočasničkom redosljedu (čin kategorije-status / Rank-position) s NATO klasifikacijom: OR-8.
Skračena oznaka: sžn
Dočasničkim redosljedom nalazi se iznad čina nadnarednik, a ispod čina časnički namjesnik. 
U Američkoj kopnenoj vojsci, mu odgovara čin: Master Sergeant (MSG), dok u Američkim marincima: Master Sergeant (MSgt)

* Vojni i dočasnički činovi u HV:
Vojnici:
vojnik,
pozornik,
razvodnik
Niži dočasnici:
skupnik,
desetnik,
narednik
Viši dočasnici:
nadnarednik,
stožerni narednik,
časnički namjesnik